# Lista de senadores do Primeiro Senado Brasileiro
O Primeiro Senado Brasileiro reuniu-se em 6 de maio de 1826, ao meio-dia, onde 31 senadores foram testemunhas da criação da Casa. Dos 50 senadores escolhidos pelas 19 províncias e pelo Imperador, nove eram juízes, sete provinham da Igreja, quatro do Exército, além de haver dois médicos, um advogado e quatro proprietários de terras. Quase metade (23) seriam ao longo do tempo agraciados barões, viscondes e marqueses.
Naquela época as vagas eram distribuídas proporcionalmente à população de cada província.

## Senadores
I — Província do Pará
- José Joaquim Nabuco de Araújo (depois Barão do Itapoã)

II — Província do Maranhão
- João Inácio da Cunha (depois Barão e Visconde de Alcântara)
- Patrício José de Almeida e Silva, advogado

III — Província do Piauí
- Luís José de Oliveira Mendes (depois Barão de Monte Santo)

IV — Província do Ceará
- João Antônio Rodrigues de Carvalho, magistrado
- Domingos da Mota Teixeira, eclesiástico
- Pedro José da Costa Barros, oficial superior do Exército
- João Carlos Augusto de Oyenhausen-Gravenburg (depois Visconde e Marquês de Aracati)

V — Província do Rio Grande do Norte
- Afonso de Albuquerque Maranhão, proprietário

VI — Província da Paraíba do Norte
- Estêvão José Carneiro da Cunha, oficial do Exército
- João Severiano Maciel da Costa (depois Visconde e Marquês de Queluz)

VII — Província de Pernambuco
- José Carlos Mayrink da Silva Ferrão, proprietário
- Antônio José Duarte de Araújo Gondim, magistrado
- Bento Barroso Pereira, brigadeiro
- José Inácio Borges, brigadeiro
- José Joaquim de Carvalho, médico
- Antônio Luís Pereira da Cunha (depois Visconde e Marquês de Caravelas)

VIII — Província das Alagoas
- D. Nuno Eugênio Lóssio e Seiblitz, magistrado
- Felisberto Caldeira Brant Pontes (depois Visconde e Marquês de Barbacena)

IX — Província da Bahia
- Francisco Carneiro de Campos, magistrado
- José Joaquim Carneiro de Campos (depois Visconde e Marquês de Caravelas)
- Luís José de Carvalho e Melo (depois Visconde de Cachoeira)
- José da Silva Lisboa (depois Barão e Visconde de Cairu)
- Domingos Borges de Barros (depois Barão e Visconde da Pedra Branca)
- Clemente Ferreira França (depois Visconde e Marquês de Nazaré)

X — Província de Sergipe
- José Teixeira da Mata Bacelar, magistrado

XI — Província do Espírito Santo
- Francisco dos Santos Pinto, eclesiástico

XII — Província de Minas Gerais
- Manuel Ferreira da Câmara Bittencourt Aguiar e Sá, proprietário
- José Teixeira da Fonseca Vasconcelos (depois Barão e Viscondede Caeté)
- Estêvão Ribeiro de Resende (depois Barão, Conde e Marquês de Valença)
- Manuel Jacinto Nogueira da Gama (depois Barão e Marquês de Baependi)
- João Gomes da Silveira Mendonça (depois Visconde de Fanado e Marquês de Sabará)
- João Evangelista de Faria Lobato, magistrado
- Antônio Gonçalves Gomide, médico
- Jacinto Furtado de Mendonça, proprietário
- Marcos Antônio Monteiro de Barros, eclesiástico
- Sebastião Luiz Tinoco da Silva, magistrado

XIII — Província de São Paulo
- Lucas Antônio Monteiro de Barros (depois Barão e Visconde de Congonhas do Campo)
- D. Francisco de Assis Mascarenhas (depois Conde e Marquês de São João da Palma)
- D. Nuno Eugênio Lóssio e Seiblitz, magistrado
- João Ferreira de Oliveira Bueno, eclesiástico

XIV — Província do Rio de Janeiro
- Mariano José Pereira da Fonseca (depois Visconde e Marquês de Maricá)
- Francisco Vilela Barbosa (depois Visconde e Marquês de Paranaguá)
- José Egídio Álvares de Almeida (depois Barão, Visconde e Marquês de Santo Amaro)
- José Caetano Ferreira de Aguiar, eclesiástico

XV — Província de Santa Catarina
- Lourenço Rodrigues de Andrade, eclesiástico

XVI — Província de São Pedro do Rio Grande do Sul
- Luís Correia Teixeira de Bragança, magistrado

XVII — Província de Mato Grosso
- Caetano Pinto de Miranda Montenegro (depois Visconde e Marquês da Praia Grande)

XVIII — Província de Goiás
- Francisco Maria Gordilho Veloso de Barbuda (depois Barão do Pati do Alferes, Visconde de Lorena e Marquês de Jacarepaguá)

XIX — Província Cisplatina
- D. Dámaso Antonio Larrañaga, eclesiástico

## Fonte
- Regimento Interno do Senado, edição de 1883